# Onthophagus masaoi
Onthophagus masaoi är en skalbaggsart som beskrevs av Teruo Ochi 1992. Onthophagus masaoi ingår i släktet Onthophagus och familjen bladhorningar. Inga underarter finns listade i Catalogue of Life.